# Acanthophis
Genre
Acanthophis est un genre de serpents de la famille des Elapidae. Communément appelés vipères de la mort et death adders par les anglophones, ils sont parmi les serpents les plus venimeux au monde.

## Distribution et habitat
Les neuf espèces de ce genre se rencontrent en Australie, en Nouvelle-Guinée et aux Moluques.
Ces serpents vivent majoritairement dans les zones boisées, broussailles et dans les landes (fougères, herbes basses, etc).

## Description

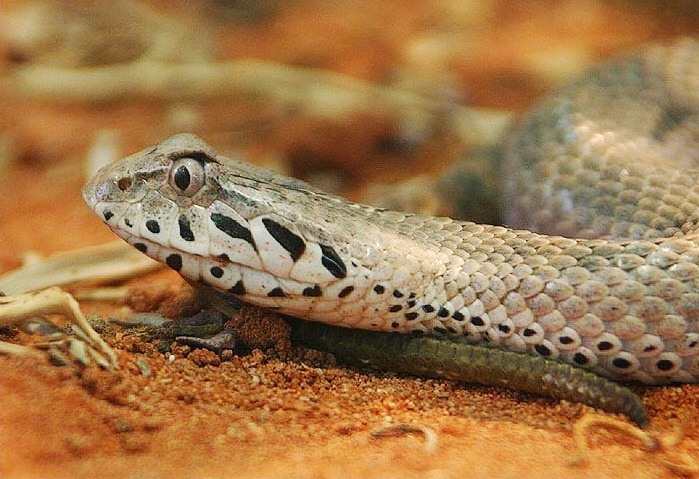
Tête dAcanthophis laevis

Les Acanthophis ont un corps court et robuste, une tête de forme triangulaire et de petites écailles sous les yeux. Ils mesurent jusqu'à 740 mm de long.
Bien que les Acanthophis ressemblent à des vipères, ils font partie de la famille des Elapidae et sont proches des cobras, mambas et serpents corail. 
Ils ont des pupilles verticales et de nombreuses petites écailles sur le sommet de la tête. Leurs crochets à venin sont également plus longs et plus mobiles que ceux de la plupart des autres Elapidae, mais encore loin de la taille rencontrée chez certains Viperidae. En dépit de leur nom et de leur apparence, ils ne font pas du tout partie de la famille des Viperidae. Il s'agit d'un cas d'évolution convergente. 
En principe, cette espèce atteint l'âge adulte au bout de trois années. Les femelles sont généralement un peu plus grandes que les mâles. Ils peuvent également être facilement distingués des autres serpents d'Australie en raison d'un leurre qui leur sert d'appât au bout de leur queue et qui est agité pour attirer des proies. La plupart ont de grandes bandes autour du corps, mais la couleur elle-même est variable, en fonction de leur localisation géographique. Les couleurs habituelles sont: noir, gris ou rouge et jaune, mais aussi brun et vert-gris.[réf. souhaitée]

## Chasse
Contrairement à la plupart des autres serpents, les Acanthophis ne recherchent pas activement leurs proies mais se placent plutôt en embuscade pour les attirer vers eux. 
Lorsqu'ils ont faim, ils s'enterrent dans le sol, le sable ou sous un tas de feuilles mortes, en fonction de leur environnement. Les seules parties d'eux-mêmes qu'ils exposent sont leur tête et leur queue, de façon générale très bien camouflées. Au bout de la queue se trouve un leurre caudal qu'ils placent en face de leur tête et qu'ils secouent très rapidement de manière qu'il soit confondu avec une larve ou un ver. Des oiseaux ou des mammifères peu méfiants finiront par tenter de saisir ce facile déjeuner. Ce n'est qu'à ce moment-là que le serpent va frapper. 

## Venin
Les Acanthophis sont très venimeux, ils injectent en moyenne 40 à 100 mg d'un venin très toxique (la DL50 est de 0,4 à 0,5 mg par kg de poids), ce qui en fait l'un des serpents les plus venimeux au monde (classé dans le "top 10" par le CSL[réf. souhaitée]). 
Son venin est neurotoxique, ne contenant ni hémotoxine ni myotoxine.
Chez l'homme, une morsure d'Acanthophis paralyse. Bien que cette paralysie soit très mineure dans un premier temps, elle peut causer la mort par arrêt respiratoire en moins de six heures.[réf. souhaitée] L'acmé des symptômes se situe généralement entre 24 et 48 heures après la morsure. 
Les effets du venin peuvent être annulés grâce à l'utilisation d'un sérum antivenin ou en utilisant des anticholinestérases qui brisent le blocus synaptique de l'acétylcholine utilisée par le système nerveux parasympathique et permettent donc d'atténuer les effets du venin. 
Avant l'utilisation des sérums antivenin, 50 % des morsures étaient mortelles. De nos jours, grâce aux sérums et en raison de la progression lente des symptômes d'envenimation, les décès sont très rares en Australie. En Nouvelle-Guinée, les décès dus à ces serpents sont encore courants à cause de l'isolement médical des populations autochtones.

## Liste des espèces
Selon The Reptile Database (19 décembre 2015) :
- Acanthophis antarcticus (Shaw, 1802)
- Acanthophis ceramensis Günther, 1863
- Acanthophis cryptamydros Maddock, Ellis, Doughty, Smith & Wüster, 2015
- Acanthophis hawkei Wells & Wellington, 1985
- Acanthophis laevis Macleay, 1878
- Acanthophis praelongus Ramsay, 1877
- Acanthophis pyrrhus Boulenger, 1898
- Acanthophis rugosus Loveridge, 1948
- Acanthophis wellsi Hoser, 1998

## Taxinomie
Le nombre d'espèces de ce genre est discuté. Traditionnellement, seulement A. antarcticus, A.  praelongus et A. pyrrhus étaient reconnues. En 1998, cinq nouvelles espèces ont été décrites (A. barnetti, A. crotalusei, A. cummingi, A.wellsei et A. woolfi) et en 2002 trois autres ont été ajoutées (A. groenveldi, A. macgregori et A. yuwoni). Ces descriptions ont été accueillies avec scepticisme,,, et seulement A. wellsi, où une description détaillée a été publiée, a été largement reconnue. La plus grande confusion existe sur les Acanthophis de Nouvelle-Guinée, ils ont été classés tantôt dans A. antarcticus, tantôt dans A. praelongus. En 2005, on a démontré qu'aucun des deux classements n'était bon et que les Acanthophis de Nouvelle-Guinée devaient se répartir en deux principales espèces: A. laevis aux écailles plutôt lisses (et dont feraient partie les Acanthophis de l'île de Céram en Indonésie), et A. rugosus aux écailles rugueuses. Cette dernière peut être divisée en deux sous-espèces, une, A. rugosus stricto sensu, vivant au Sud de la Nouvelle-Guinée, et une deuxième, A. hawkei, dans le Nord du Queensland et le Territoire du Nord en Australie. Il est probable que certaines de ces espèces comme A. laevis devront être éclatées car regroupant des individus de forme et aux écailles trop différentes.

## Étymologie
Acanthophis, du grec ancien ἄκανθος, acanthos, « épine », et ὄφις, ophis, « serpent », fait référence au fait que la queue de ces espèces se termine en aiguille.

## Publication originale
- Daudin, 1803 : Histoire Naturelle, Générale et Particulière des Reptiles; ouvrage faisant suit à l'Histoire naturelle générale et particulière, composée par Leclerc de Buffon; et rédigee par C.S. Sonnini, membre de plusieurs sociétés savantes, vol. 5, F. Dufart, Paris, p. 1-365 (texte intégral).